# Firavahana
Firavahana is een plaats en gemeente in Madagaskar gelegen in het district Fenoarivobe van de regio Bongolava. Er woonden bij de volkstelling in 2001 ongeveer 35.000 mensen.
In de plaats is basisonderwijs en voortgezet onderwijs voor jonge kinderen beschikbaar. 90% van de bevolking is landbouwer. Het belangrijkste gewas is rijst, maar er wordt ook cassave en tomaten verbouwd. 10% van de bevolking is werkzaam in de dienstensector.